# 氟化镍
氟化镍是一种无机化合物，化学式为NiF2，在空气中稳定。

## 制备
碳酸镍或氢氧化镍与氢氟酸反应，可以制备氟化镍：
NiCO3 + 2 HF → NiF2·H2O + CO2↑
Ni(OH)2 + 2 HF → NiF2·2H2O
反应时，需要将氢氟酸缓慢滴入含Ni(II)的悬浊液中。工业上，为了节约成本，往往会使F−过量，过量的F−常用石灰法处理。

## 化学性质
氟化镍和氟化钾共熔，可以得到绿色的化合物K2[NiF4]，它的结构和一些超导氧化物材料有着紧密的联系。
氟化镍与氟化氢铯按1:1摩尔比进行反应，在800~900℃的惰性气氛下加热，可以得到黄绿色的CsNiF3。用氟化铯进行反应也能得到此产物。
氟化镍和强碱反应，可以得到氢氧化镍(II)：
NiF2 + 2 NaOH → Ni(OH)2 + 2 NaF

## 拓展阅读
- DH Lee, KJ Carroll, S Calvin, et al. Conversion mechanism of nickel fluoride and NiO-doped nickel fluoride in Li ion batteries （页面存档备份，存于）. Electrochimica Acta.,2011. (59). DOI:10.1016/j.electacta.2011.10.105.